# Замок Ребан
Замок Ребан (англ. Rheban Castle) — один із замків Ірландії, розташований в графстві Кілдер. Замок стоїть біля давнього ірландського селища Ребан, в приході Черчтаун, земля Ахі, на березі річки, яку в давні часи називали Ал-Берба, Баррах, нині називають Барроу. Довгий час ці річка була прикордонною: спочатку між володіннями різних ірландських королівств та кланів, потім між Пейлом — англійською колонією в Ірландії і землями ірландських кланів.

## Історія замку Ребан
Вважається, що на місці замку Ребан була в давні часи кельтська фортеця, що була резиденцією місцевого короля і місце його поховання. Але ці давні артефакти були в ХІХ столітті знищенні при прокладенні доріг та шляхів і не були досліджені.
Замок Ребан побудували на початку ХІІІ століття для захисту англійських володінь в Ірландії від нападів ірландських кланів. Замок побудував лицар Річард де Сант-Майкл, коли навколишні землі перетворилися в баронство Ребан. Замок утримували і використовували місцеві англійські колоністи. Назва замку походить від ірландських слів Райба (ірл. — Raiba) чи Ріг-бан (ірл. — Righ-ban), що в перекладі означають «Житло короля». Нині замок лежить в руїнах і навіть важко уявити собі його колишню велич. Замок мав масивні стіни і вузькі вікна-бійниці, лицарі Де Сент-Майкл оборонялись тут від вождів ірландських кланів, охороняли брід через річку Барроу.
Річард де Сент-Майкл заснував монастир в Ахі, на захід від своїх володінь, там жили монахи кляштору святого Іоанна. Збереглися давні кладовища і низка артефактів з тих давніх часів. Недалеко є ще храми, збудовані родинами Бесел та Гоґан на схід від селища, хоча поширена помилкова думка, що ці храми теж збудували лицарі Де Сант-Майкл — володарі замку Ребан.
У 1325 році англійські поселенці були вигнані з цих земель. Землями та замком Ребан заволодів ірландський клан О'Мур. У 1424 році Томас ФітцДжеральд — лорд Оффалі, а потім VII граф Кілдер одружився з Доротеєю — дочкою вождя клану О'Мур — Ентоні О'Мура. Як придане він отримав землі, маєток та замок Ребан та землі Вудсток.
У 1641 році спалахнуло повстання за незалежність Ірландії. Замок захопили повстанці і вперто його обороняли. Маркіз Ормонд штурмував і захопив замок. У 1648 році замок захопив ірландський ватажок Оуен Роу О'Ніл. Але потім на ці землі здійснив наступ лорд Інхіквін, повтанці змушені були залишити землі Ребан та Ахі.
У XVIII столітті замок Ребан був остаточно закинутий і перетворився на руїни.
Поруч біля замку був старовинний курган, де як вважають був похований місцевий вождь або король. На жаль, курган не був досліджений — землю і гравій з нього використали при прокладенні дороги.